# روبرت ماي
روبرت مكريدي مي (بالإنجليزية: Robert May, Baron May of Oxford) (ولد في 8 أبريل 1936) هو عالم أسترالي كان مستشار الرئيس العلمي لحكومة المملكة المتحدة ورئيس الجمعية الملكية وبروفيسور في جامعة سيدني وجامعة برنستون، ويحمل الآن درجة أستاذ من جامعة أوكسفورد وكلية لندن الإمبراطورية.

## نشأته وتعليمه
ولد مي في سيدني وتلقى تعليمه الثانوي في مدرسة سيدني الثانوية للبنين ‏، ثم التحق بعد ذلكبجامعة سيدني ودرس الهندسة الكيميائية والفيزياء النظرية وحصل على درجة بكالوريوس العلوم في عام 1956 ثم درجة الدكتوراة في الفيزياء النظرية في عام 1959.

## روابط خارجية
- روبرت ماي على موقع الموسوعة البريطانية (الإنجليزية)
- روبرت ماي على موقع الموسوعة البريطانية (الإنجليزية)